# Joseph Seroussi
Joseph Aslan Seroussi sau Youssef Aslan Seroussi (n. 26 mai 1933, Khartoum, Sudan – d. 26 iunie 2018, Israel) a fost un om de afaceri și creator de modă din România, Israel și Canada, evreu originar din Sudan, proprietar al companiei textile J&R Enterprises și supranumit în România „regele confecțiilor”.
Seroussi a fost membru fondator al Asociației exportatorilor și importatorilor din România (ANEIR) și al Asociației Investitorilor străini în Romînia.

## Biografie
Seroussi s-a născut în 1933 la Khartoum în Sudan intr-o familie evreiască. La 24 ani, după proclamarea independenței Sudanului, s-a căsătorit prima oară și a emigrat în Marea Britanie. În 1959 s-a stabilit în Ghana, apoi în Canada. În 1990 a emigrat în Israel, dar a trait o mare parte a timpului în România, unde a venit pentru prima dată în România în 1965, pentru a stabili relații de afaceri cu regimul comunist din această țară. În 1974 a deschis o reprezentanță la București a companiilor sale din Canada, mai multe întreprinderi de stat din România devenind unul din principalii săi furnizori.
La căderea regimului, în 1989, avea deja afaceri în derulare de 55 milioane dolari în România.
A început să producă sub brandul Seroussi în 1990, când a cumpărat prima fabrică la Odorheiu Secuiesc.
Alături de compania Bigotti, a devenit unul din principalii producători de costume bărbătești din România.
Până în 2007, J&R Enterprises, firma pe care Yousif Seroussi a înființat-o în 1990, în cele cinci fabrici pe care le deținea, Ikos Conf și Norada din Odorheiu Secuiesc, Serconf din Botoșani, Serca din Călărași și TJR din Tulcea, lucrau 8.000 de angajați.
În august 2010, activitatea de producție s-a redus la trei fabrici și 5.600 de muncitori.
În ianuarie 2011, cele trei fabrici deținute (Ikos Conf, Norada și Serconf) mai numărau aproximativ 3.100 de angajați.
Compania producea la un moment dat 1,5 milioane de costume și 2,5 milioane de pantaloni pe an. Seroussi a investit și în afaceri imobiliare.
Seroussi a murit în 2018 și a fost înmormântat în Israel. 

## Viața privată
Fratele său este multimilionarul Edward Seroussi din Elveția și Franța. 
Una din cele trei fiice ale sale,Nora Seroussi, născută și ea în Sudan, și cu domiciliul la Londra, a copilărit la Montreal si a trait o vreme la Los Angeles. Ea a fost chemată în 2005 în România, de tatăl ei, pentru a organiza mai multe prezentări de modă pentru firma sa. În 2007 ea s-a căsătorit cu omul de afaceri israelian Avi Chen, cu care are un fiu.